# Deeply
Pour plus de détails, voir Fiche technique et Distribution.
Deeply est un film canadien réalisé par Sheri Elwood, sorti en 2000.

## Synopsis
Une femme a écrit l'histoire d'une malédiction qui semble devenir réelle.

## Fiche technique
- Titre : Deeply
- Réalisation : Sheri Elwood
- Scénario : Sheri Elwood
- Musique : Micki Meuser
- Photographie : Sebastian Edschmid
- Montage : Jon Gregory (en)
- Production : Karen Arikian et Carolynne Bell
- Société de production : Bellwood Stories, TiMe Film- und TV-Produktions et VIP Babelsberger Filmproduktion & Co.
- Pays :  Canada et  Allemagne
- Genre : Drame, fantastique, romance
- Durée : 101 minutes
- Dates de sortie : 
  -  Canada : 11 septembre 2000 (Festival international du film de Toronto)

## Distribution
- Kirsten Dunst : Silly
- Lynn Redgrave : Celia
- Julia Brendler : Claire
- Trent Ford : James
- Brent Carver : Porter
- Alberta Watson : Fiona
- Peter Donaldson : Dr. Stone
- Tara Rosling : Rose
- Anthony Higgins : l'amirale Griggs
- Jessica Turner : Marta Griggs
- Gerard Parkes : l'oncle Peat

## Distinctions
Le film a été nommé à 3 prix Génie et a reçu le prix du meilleur film ontarien au Cinéfest Sudbury.